# Královcův mlýn
Královcův mlýn je vodní mlýn v Hněvkovicích na pravém břehu řeky Vltavy v říčním kilometru 208,95 mezi Hlubokou a Týnem nad Vltavou v okrese České Budějovice. Areál mlýna a jez byl prohlášen v roce 2016 Ministerstvem kultury České republiky za kulturní památku ČR. Pod památkovou ochranu spadá jak celý areál mlýna, tak i jez s dřevěnou konstrukcí z roku 1919, jehož levá část byla v roce 2017 přebudována na plavební komoru. Mlýn slouží jako MVE.

## Historie
Královcův mlýn patřil v významným mlýnům v oblasti středního Povltaví. První písemná zmínka o mlýnu v Hněvkovicích je v Hlubockém urbáři v roce 1490, kde je uveden mlynář Třesohlavý a Hněvkovice náležely k panství Bechyně. V šestnáctém století koupili Hněvkovice od Šternberků Švamberkové, následně se majiteli stali Hozlauerové a v sedmnáctém Častoralové. Následně byly Hněvkovice přidruženy k arcibiskupskému panství Týn nad Vltavou. Od konce 18. století byl mlýn pronajímán. Měl pět vodních kol na spodní vodu. V roce 1830 byl mlýn poškozen ledy na řece. Od roku 1842 byl mlýn v majetku Karla Královce, jehož potomci vlastní areál mlýna dodnes. Za doby Karla Královce došlo k přestavbě do současné neogotické podoby. Původní obytná část při mlýnici byla odstraněna, nahradila jí nová dvoukřídlá přízemní budova v jihovýchodní a východní části areálu. Ta pak byla při celkové rekonstrukci vyzdvižena o jedno patro. Současné hospodářské budovy v areálu mlýna pocházejí z doby kolem roku 1910.
V období 1922–1923 byl přestavěn na válcový poháněný Francisovou turbínou. V roce 1949 byl mlýn znárodněn a stal se součástí národního podniku Jihočeské mlýny a později Jihočeských pekáren. Potomkům původních majitelů byl mlýn vrácen po roce 1990. Nevyužívání budovy mlýna během minulého režimu mělo na areál devastační účinky a vše navíc završila povodeň v roce 2002. V dalších letech prošla budova z vnější strany celkovou rekonstrukcí, kdy byla zrenovována především střecha a fasáda v původních barvách (zelené a žluté). Od roku 2020 prochází rozsáhlou rekonstrukcí celý areál mlýna, včetně interiérů, exteriéru i veškerého vybavení a v následujícím roce je v plánu jeho zpřístupnění veřejnosti. V objektu mlýnice je částečně dochované strojní zařízení z počátku 20. století.

## Rozsah kulturní památky

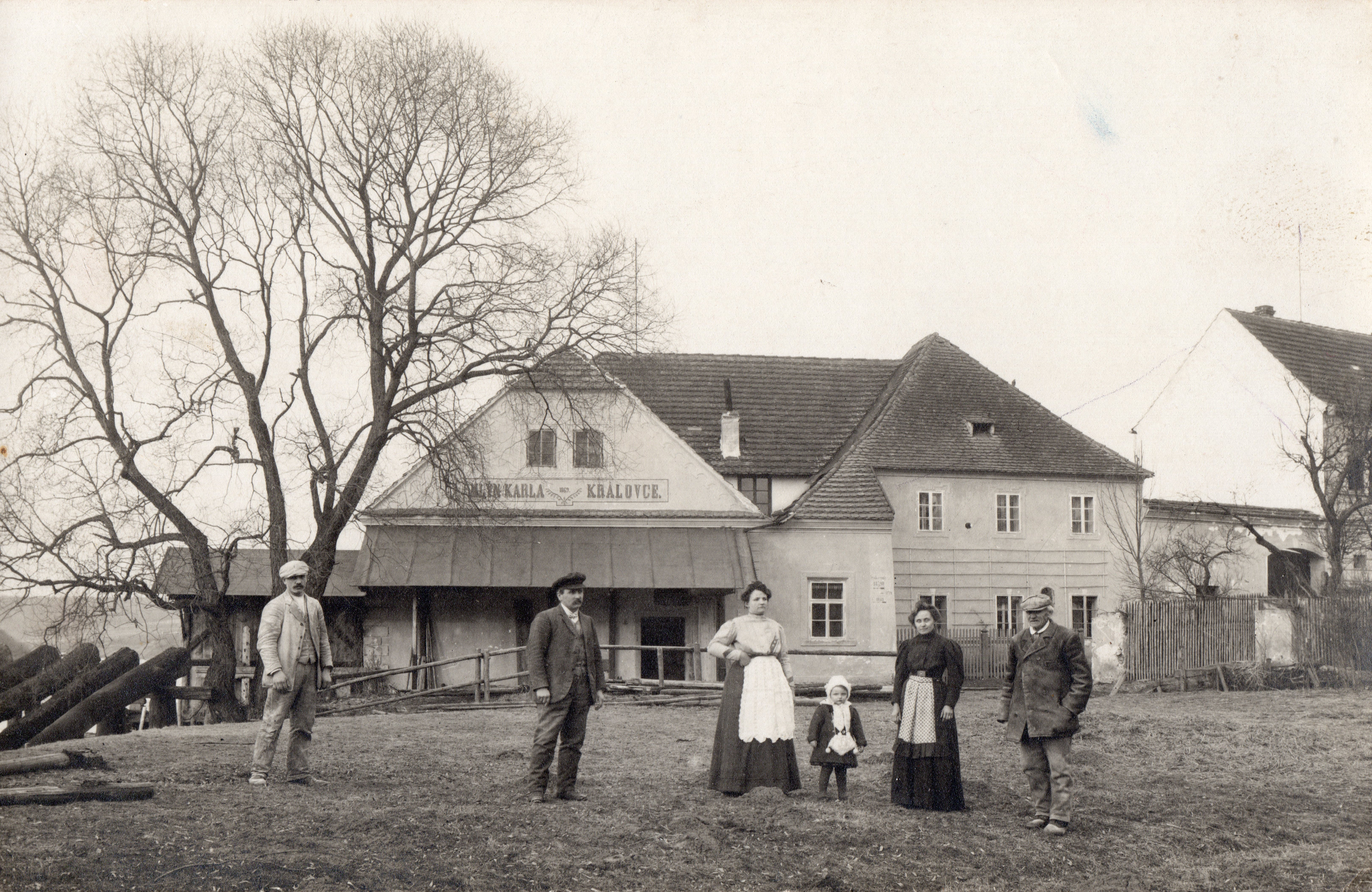
Historická budova mlýna na přelomu 19. a 20. století před přestavbou

V katastrálním území Hněvkovice u Týna nad Vltavou se nachází kulturní památka ČR Mlýn a jez v Hněvkovicích u Týna nad Vltavou, soubor budov areálu mlýna, která zahrnuje:
- mlýnici č.p. 221
- obytný dům č.p. 219 a 233

- stodolu s chlévem
- kolnu s řezárnou
- chlívky
- ohradní zdi s bránami a brankami
- dvůr
- jez

Podle národního památkového ústavu je představuje areál Královcova mlýna v Hněvkovicích "hodnotný funkční a architektonický celek včetně hospodářských budov a dochovaného mlýnského zařízení z počátku 20. století - technologie mletí a pohonu pomocí turbíny. Hmotové uspořádání areálu, vnější vzhled, dispozice i většina hlavních konstrukcí se dochovala rovněž v původní podobě z první poloviny 20. století. Mlýn včetně jezu představuje cenný příklad technické památky a jedná se o zajímavý celek, který dokládá jeho funkční a i hospodářskou provázanost s okolím. Mlýnský areál představuje také výrazný krajinotvorný prvek, který významně zhodnocuje své okolní prostředí. K mlýnu přiléhající jez s dochovanou původní dřevěnou konstrukcí je velmi cenným příkladem tohoto staršího a již téměř se nevyskytujícího stavebního typu."

## Popis

### Mlýnice

#### Exteriér
Mlýnice je čtyřpodlažní zděná omítaná neogotická stavba na půdorysu obdélníku se dvěma křídly, které tvoří menší přístavky. Na západní straně objektu v místě původní lednice pro pět mlýnských kol byl postaven přízemní přístavek pro kašnovou turbínu a na východní straně patrový přístavek šalandy. Mlýnice má sedlovou střechu krytou červenými betonovými taškami. Jižní tříosé štítové průčelí je zdobeno nárožními lizénami a dvěma pilastry. Štít je trojúhelníkový zdobený pilastry a ukončený čtyřhrannými věžičkami s cimbuřím, po stranách štítu je opět cimbuří. Okna se segmentovým záklenkem jsou rámována šambránami. V průčelí je umístěn štukový nápis: Mlýn K. Královce.
Šestiosé západní průčelí orientované k řece je zdobeno lizénovým rámem a kordonovou a profilovanou střešní římsou.
Severní hladké průčelí je bez oken, má obdobně zdobený štít jako jižní (segmentová okna jsou pouze v trojúhelníkovém štítu).
Průčelí směřující do dvora je tříosé zdobené nárožními lizénami.

#### Interiér
V patrech interiéru mlýnice se dochovalo mlýnské zařízení jako: transmise, válcové mlecí stolice, vysávače, reformy, dřevěné zásobníky, výtahy, výsypky apod. Přízemí mlýnice je čtyřprostorové s betonovou podlahou a trámovým stropem Jednotlivá patra jsou jednoprostorové. Stropy jsou dřevěné trámové se středním průvlakem na dřevěných sloupech. Fošnový záklop stropu zároveň tvoří podlahu horního patra.

### Jez

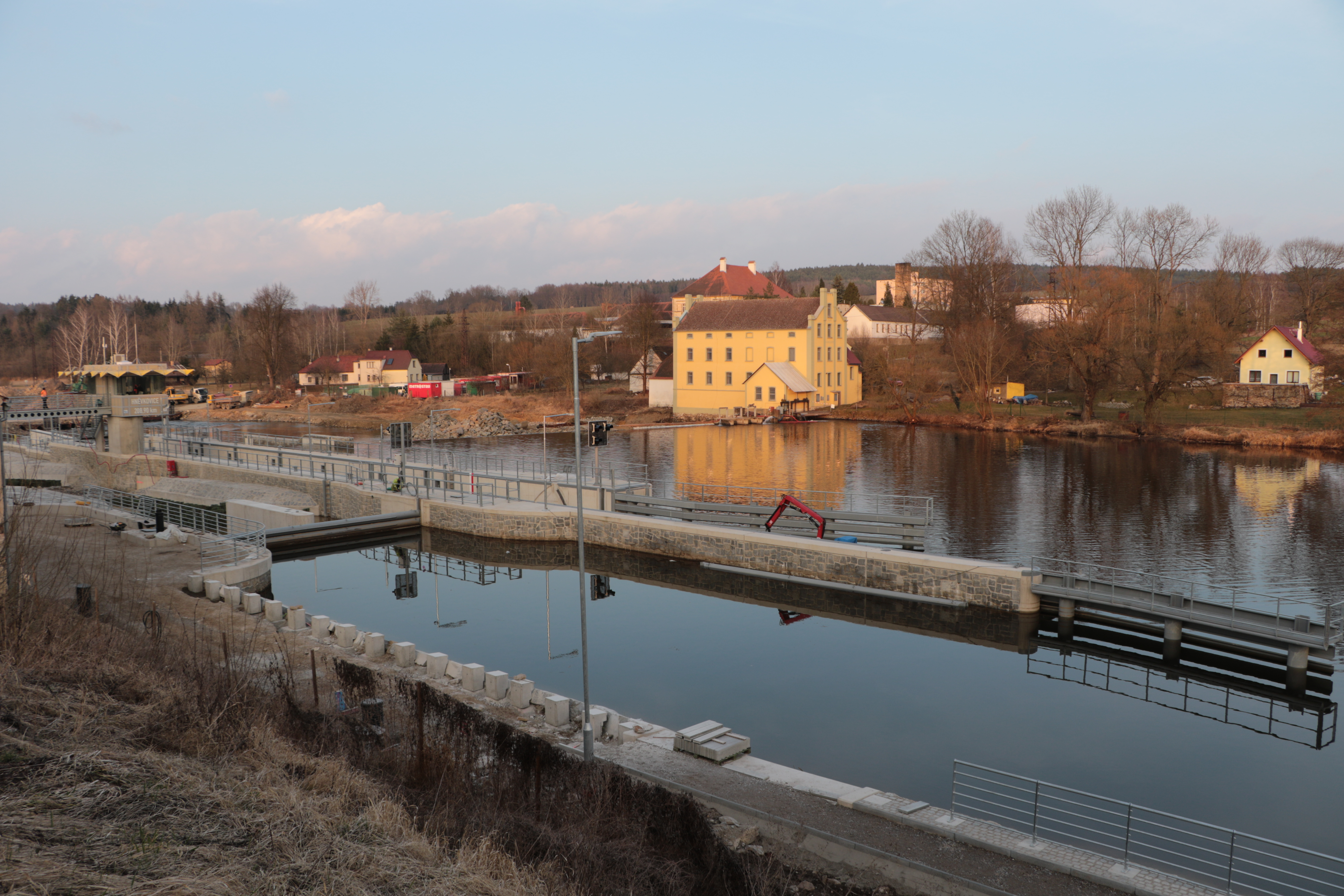
Pohled na budovy mlýna od řeky v době, kdy probíhala stavba plavební komory Hněvkovice – jez

Jez postavený v roce 1919 je pevný s lomenou přelivnou hranou o celkové délce 91 m se dvěma přelivnými poli o šířce 12 m a 49 m. Pravé pole jezu je dřevěné s kamennou výplní (památkově chráněno), levé je betonové s kamenným obložením a vorovou propustí o šířce 6,3 m. Po rekonstrukci v roce 2012 je pohyblivý o výšce 1,33 m. Jez patřil dvěma mlýnům, mlýn na levé straně tzv. Fiedlerův se nedochoval. Na jezu je postavena plavební komora 70 × 6 m s užitnými parametry 44 × 5,6 m pro překonání výškového rozdílu dva metry.

### MVE
V roce 1921 byla instalována kašnová Francisova turbína, která byla upravena v roce 1930 pro spád 1,2 m, s hltností 4,94 m³/s a s výkonem 58,4 HP. Turbína byla odstavena v roce 1960 a znovu uvedena do provozu v roce 1990 s výkonem 30 kW.